# Principios de Estética
Principios de Estética o de Teoría de lo Bello (1857) es la obra clave e inicial del pensamiento estético de Manuel Milá y Fontanals, el gran filólogo y creador en sentido moderno de la disciplina Estética en España.
Principios de Estética es un tratado teorético mediante el cual Milá y Fontanals se propone constituir la disciplina Estética en España. A este fin elabora una construcción de los fundamentos del campo y el objeto de estudio penetrantemente asentada en el desarrollo de ese saber autónomo de base kantiana e idealista al tiempo que no olvida su arraigo filosófico tradicional. Se trata, pues, de una investigación filosófica sistemática y que, además, se enfoca a la subsiguiente aplicación al objeto literario y artístico. En esto mantiene asimismo Milá el eje disciplinar originado en Baumgarten y ya explicitado por él  mismo mediante la indicación en portada "Preliminar del curso de literatura". De hecho, la evolución editorial posterior de la obra, acompañada de algunas anotaciones, desembocará en su Estética y Teoría literaria, en los Principios de Literatura General y Española (1873). 
La obra, organizada triádicamente en "Parte objetiva real", "Parte subjetiva" y "Parte objetiva artística", arranca con el estudio de la belleza sensible y, tras examinar sus efectos y el estatuto del artista, concluye con el objeto artístico, la poesía, y la crítica. 
A partir de los Principios de Estética de Milá puede hablarse ya, en razón tanto de la entidad de la obra como de su influencia, de Escuela Catalana de Estética y de Estética Española.